# Pocono Pines
Pocono Pines é uma Região censo-designada localizada no estado norte-americano de Pensilvânia, no Condado de Monroe.

## Demografia
Segundo o censo norte-americano de 2000, a sua população era de 1013 habitantes.

## Geografia
De acordo com o United States Census Bureau tem uma área de
11,4 km², dos quais 10,3 km² cobertos por terra e 1,1 km² cobertos por água. Pocono Pines localiza-se a aproximadamente 559 m acima do nível do mar.

## Localidades na vizinhança
O diagrama seguinte representa as localidades num raio de 28 km ao redor de Pocono Pines.